# Scindapsus carolinensis
Scindapsus carolinensis — вид квіткових рослин із родини кліщинцевих (Araceae), роду Scindapsus. Це ліана, рідним ареалом якої є Каролінські острови (Чуук).